# Jacob van Campen
Jacob Van Campen va ser un pintor i arquitecte barroc neerlandès, nascut el 2 de febrer de 1596 a Haarlem i mort el 13 de setembre de 1657 a Randenbroek a prop de la ciutat d'Amersfoort.

## Biografia

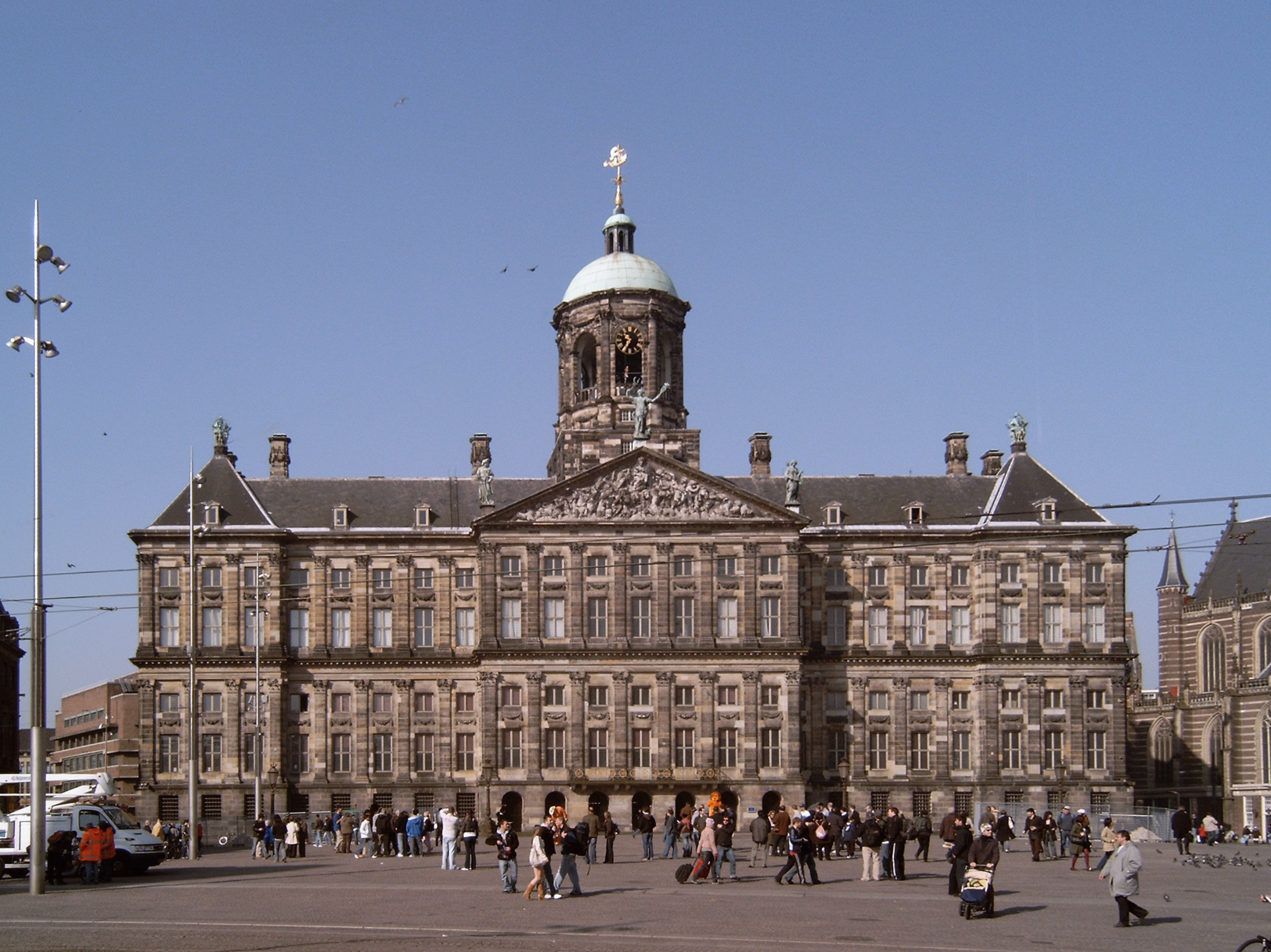
Palau Reial, Amsterdam.

Fill de Gerritge Claes Jansz Berendr i el comerciant Pieter Jacobsz. Com les famílies de tots dos progenitors eren riques i burgeses, van Campen va tenir bones connexions al món empresarial i cultural d'Amsterdam i Haarlem.
Van Campen va començar la seva carrera com a pintor. Res se sap sobre la seva formació. Hauria siguat durant molt temps aprenent amb Frans Pietersz. de Grebber (1573–1649), diversos biògrafs del segle xviii i del segle xix van especular amb la idea que hagués rebut ensenyaments de Peter Paul Rubens. El 1614 Van Campen es va registrar com a mestre pintor en el Gremi de Sant Lluc de Haarlem. El seu pare va morir un any després.
Cap a 1616 i fins a 1620 va estar-se a Itàlia, on va tenir contactes contacte amb els neerlandesos caravaggistes que  encara vivien a Roma.
A Itàlia va estudiar l'obra d'Andrea Palladio (1508-1580), Vincenzo Scamozzi (1548-1616) i Vitruvi (segle i aC) entre altres i va desenvolupar un estil clàssic dels Països Baixos. El seu estil propi era serè i sense pretensions i va tenir molta influència, especialment a Anglaterra.

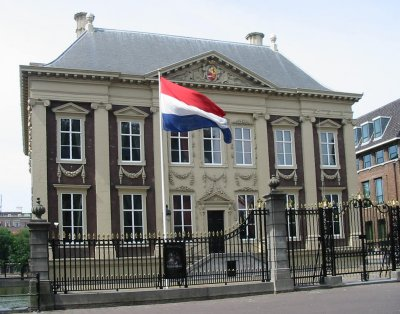
Mauritshuis, l'Haia.

Després de la mort de la seva mare el 1625, Jacob, que era el fill major, va heretar el senyoriu familiar, Randenbroek, prop d'Amersfoort. Daleshores ençà, molts documents s'hi refereixen com a «senyor de Randenbroek».
No se sap si es va instal·lar a la finca immediatament, però sí que la va utilitzar com a residència des de principi dels anys 30 del segle xvii.
Encara que mai es va casar, Van Campen va tenir un fill, Alexander Van Campen.
Després d'una llarga carrera, van Campen va morir el 1657 a Randenbroek i va ser-hi enterrat. Ell l'havia ampliat i les decoracions les havia fetes Caesar van Everdingen (1617-1678).

## Carrera

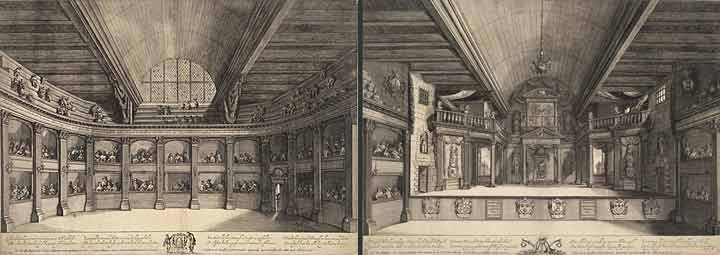
Dissenys del Teatre d'Amsterdam.

El 1625, Jacob van Campen va rebre el seu primer encàrrec de dissenyar un edifici a Amsterdam, un símbol triomfal de la ciutat durant el seu gran període coneguda com a Coymans. L'edifici va ser ricament decorat, Artus Quellinus I (1609-1668) va dirigir un equip d'escultors, i Rembrandt (1606-1669) en va ser un dels pintors. Va ser el primer de molts projectes importants, que va obtenir en part gràcies a les influències dels seus familiars.
També va dissenyar el primer teatre dels Països Baixos, el Stadsschouwburg d'Amsterdam.
El seu encàrrec més prestigiosa va ser l'Ajuntament, actual Palau Reial, a la Plaça Dam, Amsterdam, la primera pedra de la qual es va posar el 1648. Durant la construcció, Van Campen va viure a cases molt cares en el veí carrer Kalverstraat i va gastar sense preocupacions. El 1654, no obstant això, van Campen va abandonar el projecte després d'una disputa amb els burgmestres d'Amsterdam, probablement en relació amb el disseny de les voltes, però no sé sap gaire per què va abondonar el projecte. Es va retreeure a Randenbroek on va morir tres anys més tard. Daniel Stalpaert (1615-1676) va continuar la construcció, però la contribució a l'obra, va ser descurada comparada a l'obra de Van Campen.

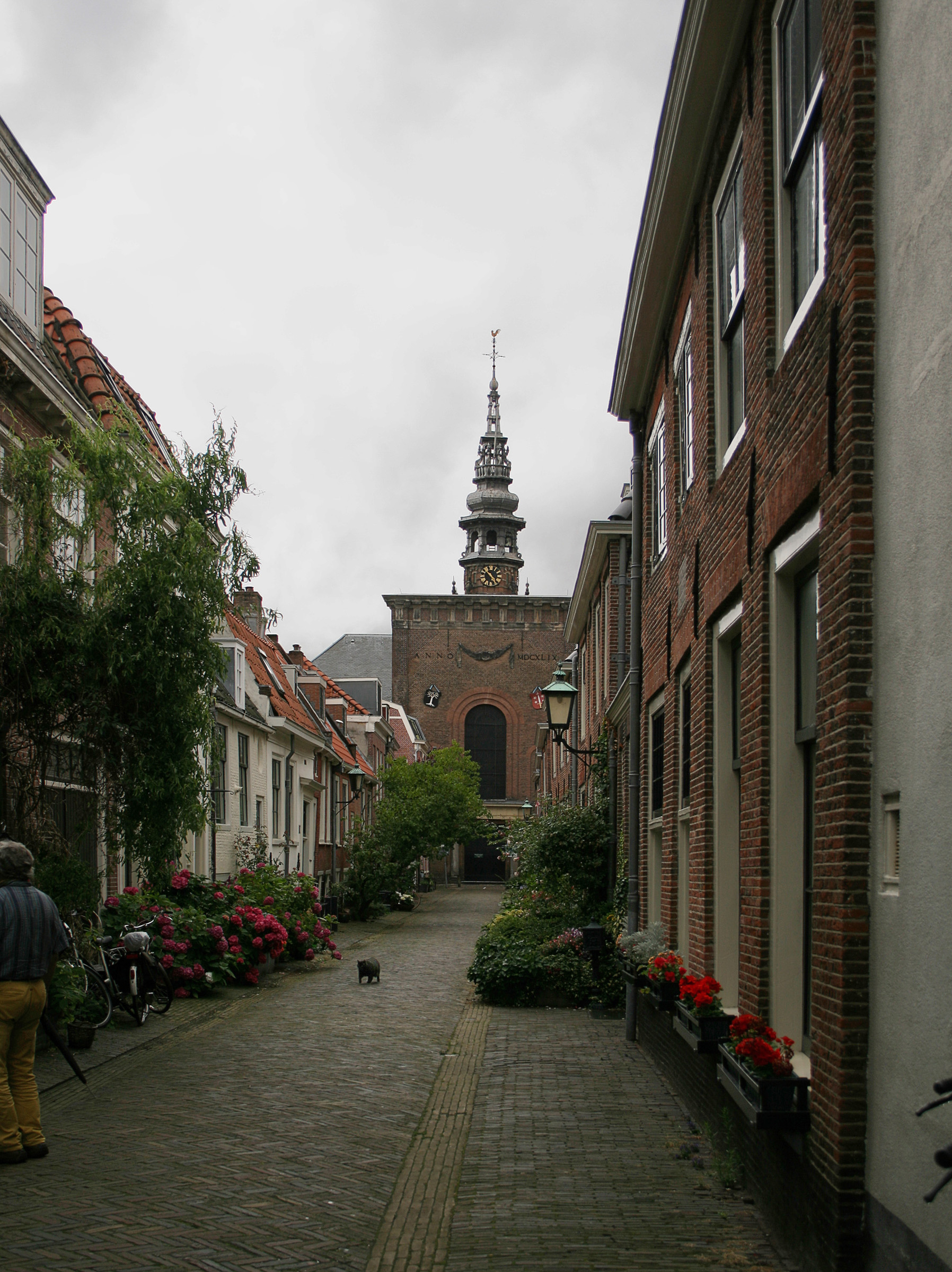
Església Nova, Haarlem.

La seva amistat amb Constantijn Huygens (15961687), va començar el 1632, també li va portar mants encàrrecs. Van Campen va assistir Huygens en la construcció de la seva pròpia casa (1634-1637), i va dissenyar el Mauritshuis (1634-1644) de Joan Maurici, príncep de Nassau-Siegen (1604-1679), amb qui també va tenir una relació amistosa. A través de Huygens, que era secretari de l'stadhouder Frederic Enric d'Orange-Nassau (1584-1647), van Campen va rebre l'encàrrec del tribunal. Va dissenyar la decoració de diversos palaus pertanyents a l'stadhouder i, en col·laboració amb Huygens, va supervisar la decoració del Saló d'Orange en la vila reial als afores de La Haia, el palau Huis ten Bosch des de 1647 fins a 1652.
Van Campen també es va mantenir actiu com a pintor, un dels seus principals projectes van ser els llenços per al palau Huis ten Bosch. Va pertànyer a l'equip, al costat de Jacob Jordaens (1593-1678) i Jan Lievens (1607-1674), que va treballar en la decoració del palau Huis ten Bosch. La seva obra existent actualment és petita, encara que, sembla que no va ser prolífic en aquest camp. Les seves primeres obres, en particular, reflecteixen una afinitat amb les pintures de l'escola d'Utrecht, i d'això es dedueix que van Campen va haver de relacionar-se amb els artistes d'Utrecht, encara que no hi ha constància que hi hagi viscut. Les seves pintures i decoracions murals (com els del Palau Huis ten Bosch), mostren certa similitud amb els treballs de Paulus Bor, (1601-1669, un dels fundadors del grup de pintors autodenominats Bentvueghels).

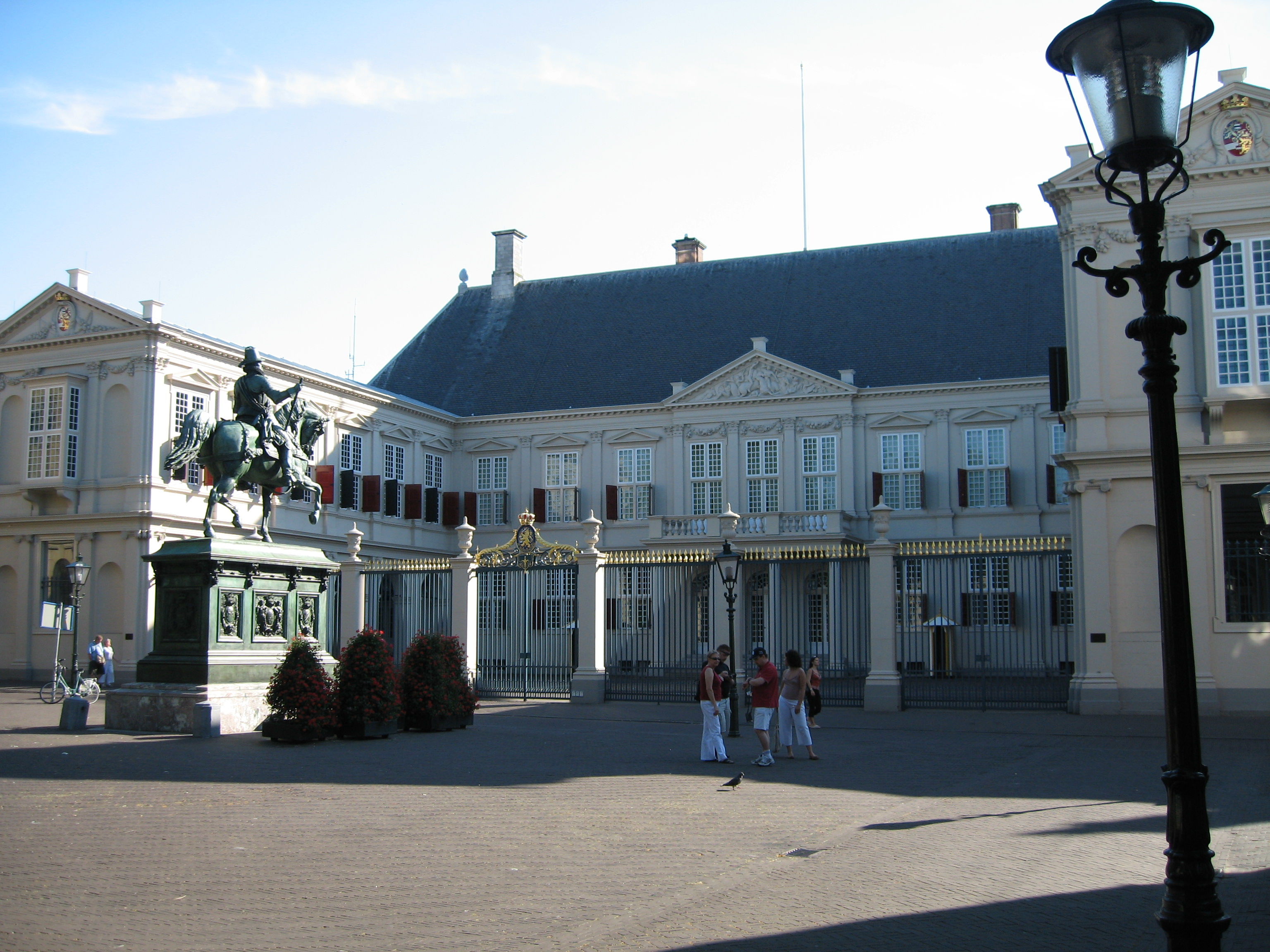
Palau Noordeinde, l'Haia.

La seva obra mestra és el Mauritshuis (actualment seu de la Reial Galeria Pictòrica) a la Haia, on, amb Pieter Post (1608-1669), també va dissenyar el palau reial, de Huis ten Bosch (1645). Els seus altres treballs inclouen l'Església Reformada (Hervormde Kerk) a Renswoude a la província d'Utrecht (1639-1641) i la barroca Nieuwe Kerk (Nova Església, o l'Església de Santa Anna) a Haarlem (1645- 9).
Va ser un dels líders d'un grup d'arquitectes que va crear un estil arquitectònic modest adaptat al clima polític i social dels Països Baixos. Jacob van Campen va ser el fundador i un dels principals representants del classicisme neerlandès. Va treballar com a arquitecte, escultor i pintor, fins i tot va construir un orgue a l'església d'Alkmaar, el qual va decorar Caesar van Everdingen.

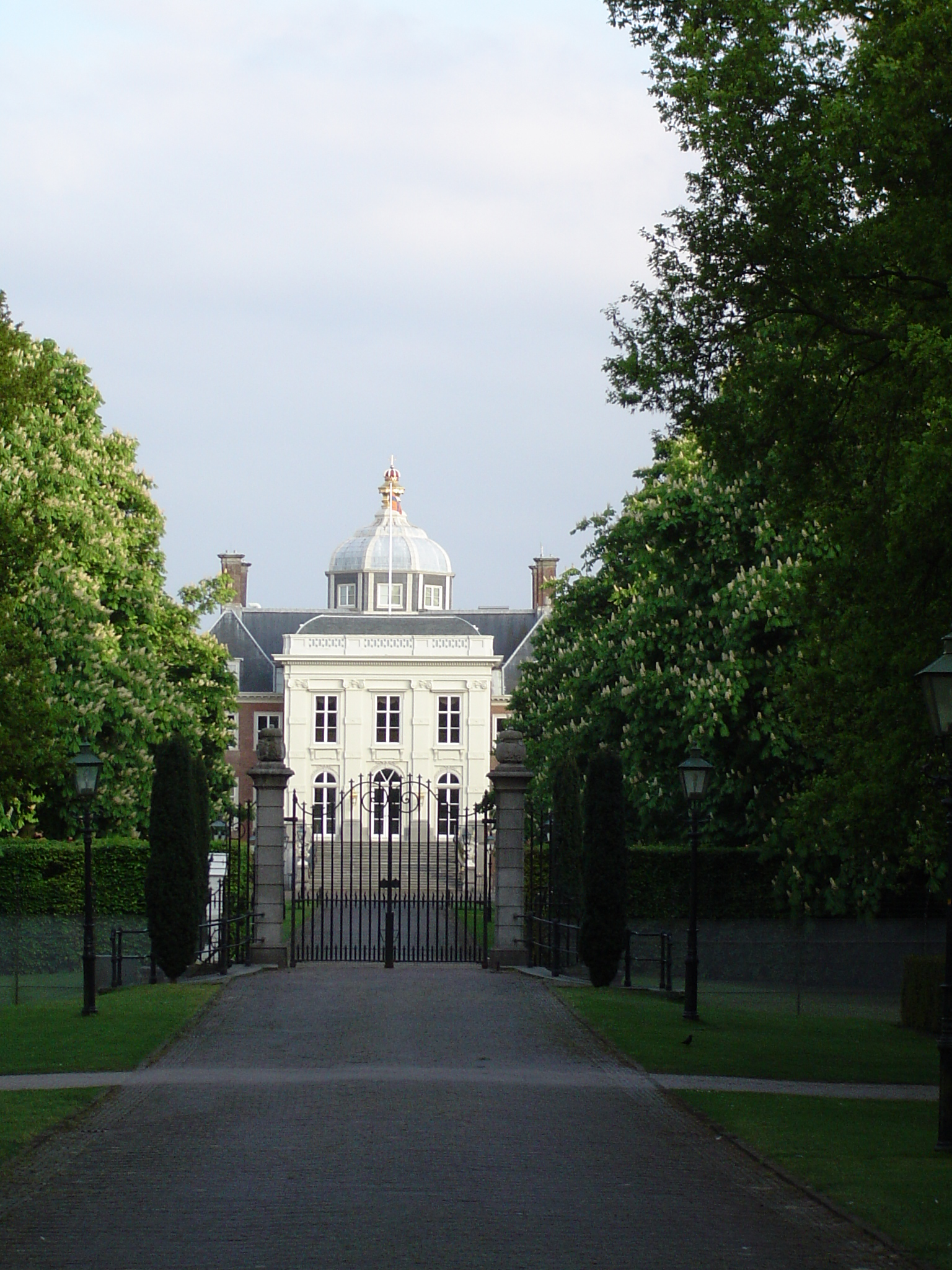
Palau reial Huis ten Bosch, l'Haia.

L'obra de van Campen, fins i tot després de la seva mort, va tenir gran influència en Johan Maurits van Nassau-Siegen, el dissenyador dels jardins de Clèveris, i, en Frederic Guillem de Brandenburg. Aquest últim per posseir un dels llibres de van Campen, va gastar una fortuna. L'ajuntament i el palau de la ciutat de Potsdam reflecteixen la influència de les idees de van Campen. Dels dissenys de les Esglésies de Haarlem, Renswoude i Hooge Zwaluwe, Pieter Janzs Saenredam (1597-1665) va fer tres pintures i vuit gravats.
Va ser assistit en la seva tasca per Pieter Post, Daniel Stalpaert (1615-1676), Matthias Withoos (1627-1703), Philips Vingboons (sobre 1607-1678), Artus Quellinus I (1609-1668), Tielman van Gameren (1632-1706) i Rombout Verhulst (1624-1698).

## Obres arquitectòniques

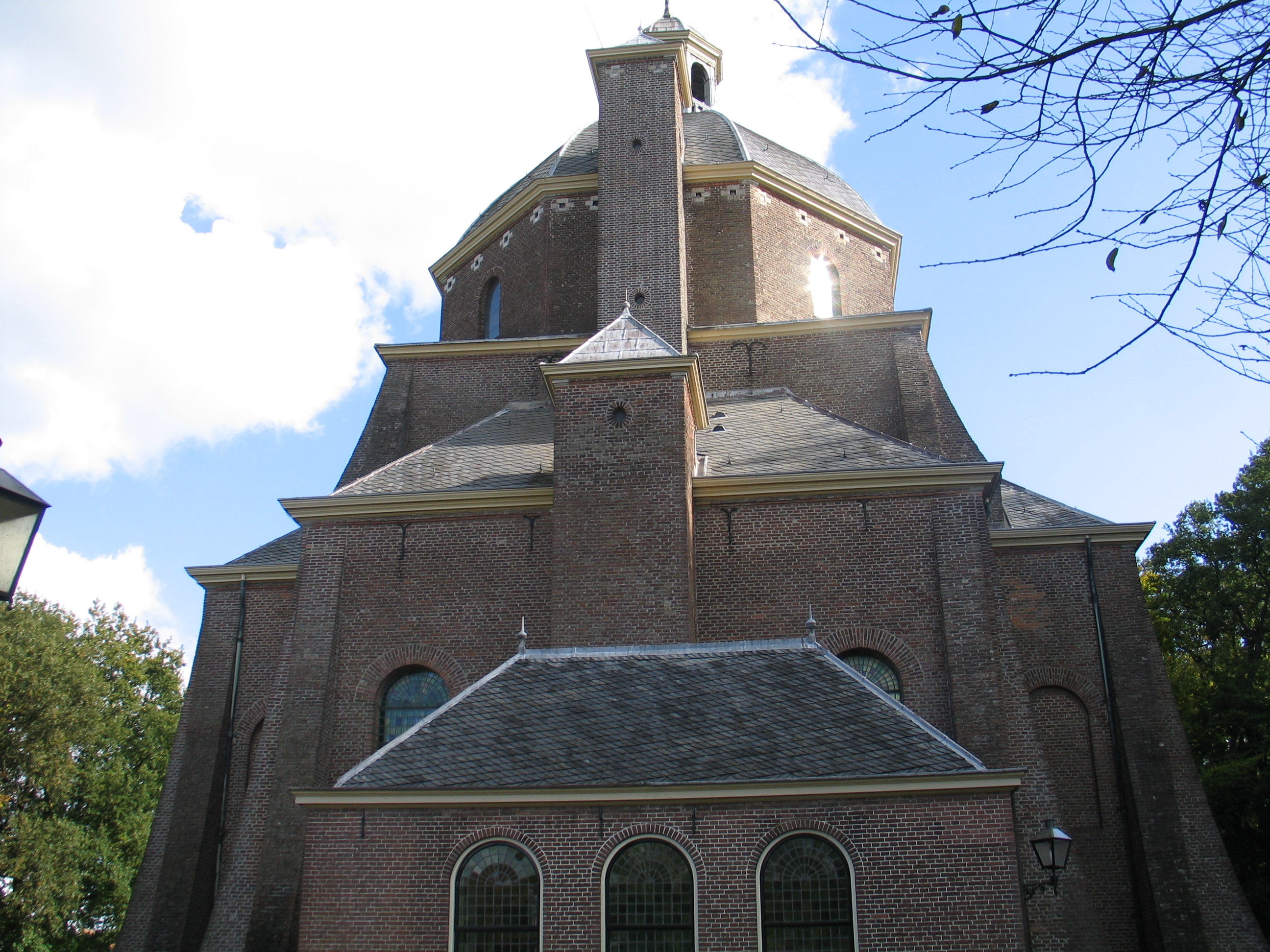
Església de Renswoude.

- El palau Reial, Amsterdam. Concebut per ser l'ajuntament de la ciutat, perfecte en les seves proporcions i en el missatge dirigit a l'espectador. La seva força recau sobre les estrictes i perfectes proporcions i en una decoració molt sòbria. Els crítics detesten la senzilla entrada sense escales.
- Se sospita que:
  - Va realitzar les reformes de la Casa Museu de Rembrandt al carrer Jodenbreestraat d'Amsterdam.
  - Va dissenyar el Castell de Drakensteyn a Baarn.
- Mauritshuis a l'Haia (1633).
- Teatre de van Campen (1638), Amsterdam, basat en l'exemple del Teatre Olímpic de Vicenza.
- Palau Noordeinde, un palau reial a l'Haia (1640).
- Església de Renswoude.
- Església de Hooge Zwaluwe.
- Nieuwe Kerk, Haarlem.
- Va dissenyar portes i reixes.

## Obres pictòriques
- Mercuri, Argos i Io (dècada dels 30 del segle XVII), Mauritshuis, l'Haia .
- El judici final, Església de Sant Jordi, Amersfoort.
- Decoracions del Saló d'Orange del Palau Reial Huis ten Bosch, l'Haia .